# Chemin de fer touristique de l'Alt Llobregat
Le chemin de fer touristique de l'Alt Llobregat ou chemin de fer de La Pobla de Lillet à Castella de n'Hug est une ligne de chemin de fer exploitée par un train touristique qui a été mis en service le 1er juillet 2005 sous la marque Tren del Ciment, géré par FGC. C'était un nouveau type de ligne jusqu'à ce moment inédit en Catalogne, né sur l'ancienne ligne de Guardiola de Berguedà à Castellar de n'Hug, l'écartement des voies de cette voie est de 600 mm.

## Description

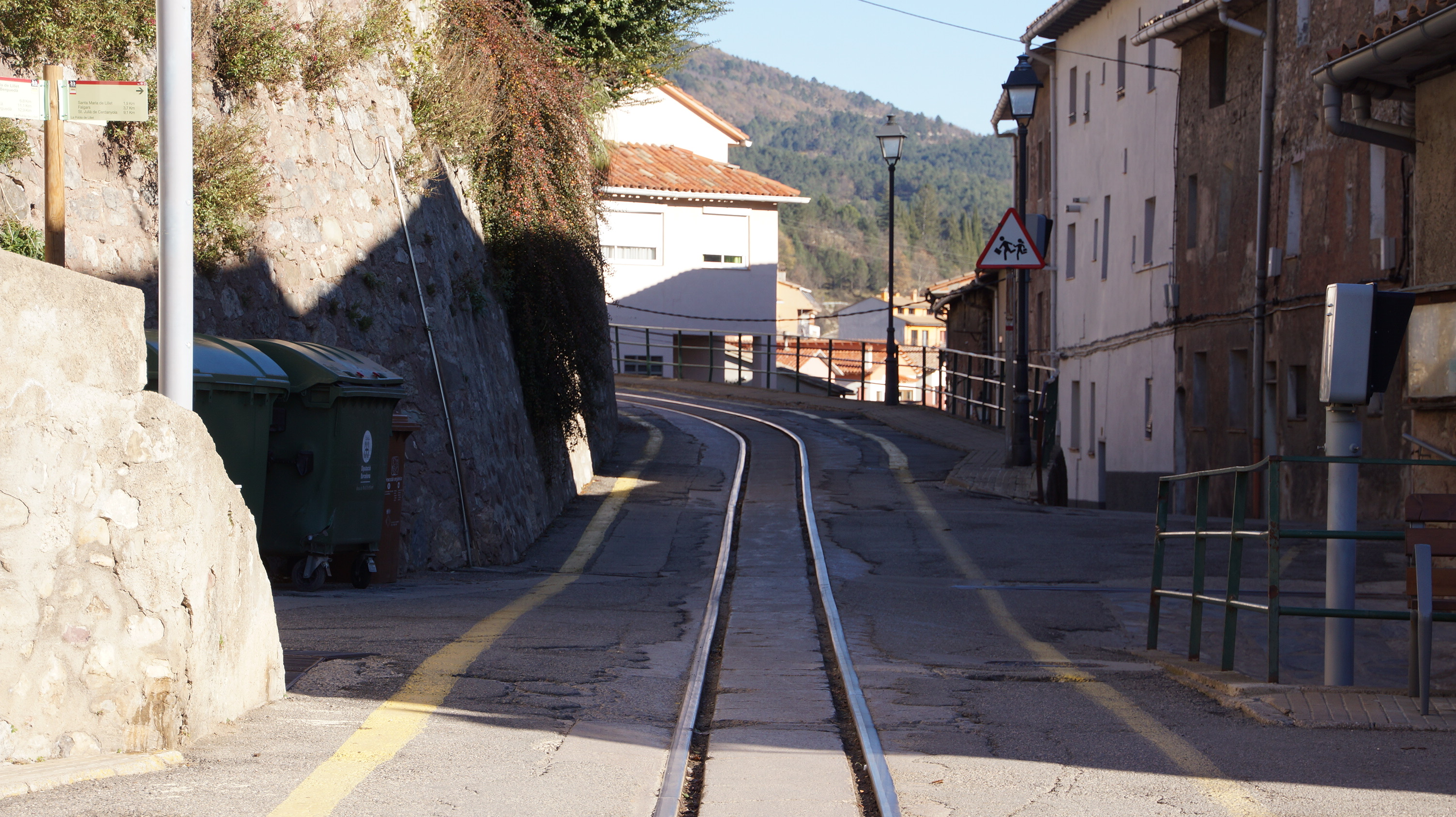
Tracé de la ligne à l'intérieur de la commune de La Pobla de Lillet.

La tracé relie la gare de La Pobla de Lillet, située dans la périphérie de la commune, au pied de la route de Guardiola, avec la zone du Clot del Moro, où se trouvait l'usine de Ciment Asland. 
Le parcours, de 3,5 km, commence à la gare de La Pobla, où se trouvent une exposition de locomotives et de véhicules de transport, puis la ligne passe par un tunnel. Ensuite, la ligne borde la montagne par un chemin bétonnée partagée avec des véhicules routiers. L'itinéraire passe entre les maisons du village sans jamais quitter la voie de type "tram" et continu dans le centre de La Pobla. La voie continue et sort du centre ville et passe par un pont métallique sur la rivière Llobregat. En longeant une fabrique de carton et quelques tranchées, le train arrive à la gare des Jardins Artigas. 
À partir d'ici, la voie repose à nouveau sur du ballast et, par un chemin sinueux, on arrive au Clot del Moro, dans la commune de Castellar de n'Hug, où se trouve le musée du Ciment Asland.